# Дума, Павел Александрович
Павел Александрович Дума (род. 20 июня 1981 или 10 сентября 1981, Караганда) — российский и казахстанский хоккеист, защитник, нападающий. Мастер спорта Республики Казахстан. Тренер.

## Биография
Начал заниматься хоккеем в восемь лет в родной Караганде. В спортклассе 45-й школы с ним вместе обучались Владимир Князев, Денис Франскевич, Игорь Фёдоров. В возрасте 15 лет все уехали в российский Нижнекамск, где Дума стал играть на позиции нападающего. В сезоне 1997/1998 дебютировал в открытом чемпионате России в составе «Нефтехимика-2». Со следующего сезона стал играть за «Нефтехимик» в РХЛ. В конце сезона 1999/2000 играл на правах аренды за «Ак Барс».
На драфте НХЛ 2000 года был выбран в 5-м раунде под общим 144-м номером клубом «Ванкувер Кэнакс», но в летний лагерь не поехал. Играл за «Молот-Прикамье» (2001/02), «Нефтяник» Альметьевск (2002/03), «Дизель» Пенза (2003/04 — 2004/05), белорусский «Брест» (2005/06).
Вернувшись в Казахстан, выступал за клубы «Сарыарка» (2006/07 — 2012/13), «Арлан» (2012/13), «Астана» (2013/14).
В составе молодёжной сборной России серебряный призёр чемпионата мира 2000 года, участник чемпионата мира 2001 года. Сыграл 17 матчей и забил 2 шайбы за юниорскую сборную России.
Тренер юношей в команде «Юность» Караганда (2014/15 — 2018/19). Главный тренер молодёжной команды «Алматы» (2019/20). Главный тренер «Алматы» (2020/21, до 29 декабря). Тренер «Темиртау» (2021/22, до 26 октября). Вновь тренер юношей «Юности» (с сезона 2022/23). Начиная с 2024 года тренер в клубе Медведи. 